# Картер, Теофил
Теофил Картер (англ. Theophilus Carter, 1824—1904) — британский изобретатель и торговец мебелью, который, возможно, послужил для Льюиса Кэррола прототипом Болванщика в «Алисе в Стране чудес».

## Биография
Некоторые источники утверждают, что в 1850-х годах Картер учился в Крайст-черч, одном из крупнейших колледжей Оксфордского университета, одновременно с Льюисом Кэрроллом, но никаких подтверждений этого нет. Есть точка зрения, что Картер изобрел «Кровать-будильник», представленную на Всемирной выставке 1851 года, которая в установленное время выливала на спящего таз холодной воды. Впрочем, хотя на выставке действительно экспонировались две таких кровати-будильника, фамилия Картера отсутствует как в каталоге выставки, так и в любой другой известной документации.
Достоверно известно, что Картер занимался изготовлением шкафов и владел в Оксфорде мебельным магазином, располагавшимся по адресу Хай-стрит, 48 (с 1875 по 1883 годы) и Хай-стрит, 49, с 1861 по 1894 годы; в штате магазина состояло пять человек. Переписные листы за 1881 год показывают, что Картер жил над этим магазином с женой, дочерью, внучкой и двумя слугами.
Теофил Картер в 1846 году Картер женился на Мэри Энн Кларксон, в браке у них было пятеро детей: Томас (р. 1847), Джон (р. 1849), Харриет (р.1851), Уильям (р. 1855), Фредерик (р. 1860). Согласно переписи 1901 года, в этом году Картер все ещё жил в Оксфорде и был женат на Энн Картер, родившейся в 1839 году.
Теофил Картер умер в 1904 году и был похоронен в Оксфорде на кладбище кладбище Холивелл. Его похоронили вместе с внучкой Бертой Мэри (1882—1883), умершей в возрасте 1 года.

## Прототип Болванщика
Ряд исследователей жизни и творчества Л. Кэрролла утверждает, что Картер послужил Льюису Кэрроллу прототипом Шляпника (Болванщика в переводе Н. Демуровой) из-за привычки стоять в дверях своего магазина в Оксфорде в цилиндре, сдвинутом на затылок. В 1935 году читатель газеты The Times Х. У. Грин написал в газету письмо, в котором утверждал, что Д.Тенниел использовал Картера для своего рисунка «Безумного Шляпника». По словам Грина, Картер «был, несомненно, бессознательной моделью Безумного Шляпника в „Алисе в Зазеркалье“[так] для Тенниела, который, как я слышал, был приглашён в Оксфорд автором, с целью увидеть Картера. Сходство было несомненным». Несколько дней спустя преподобный У. Гордон Байли оспорил идею о том, что Картер не знал, что был прототипом для Безумного Шляпника:

Ваш корреспондент, мистер Х. У. Грин, считает, что Теофил Картер не знал, что он фигурировал в «Сквозь зеркало»[sic]. Но весь Оксфорд называл его «Безумный Шляпник», и, несомненно, его друзья или враги должны были ему дать знать об этом. Он обычно стоял у двери своего мебельного магазина на Хай-стрит, иногда в фартуке, но всегда в цилиндре, сдвинутом на затылок, что в сочетании с хорошо развитым носом и слегка выступающим подбородком делало его хорошей мишенью для карикатуриста. Рассказывали, что мистер Доджсон («Льюис Кэрролл») использовал образ Картера из мести, якобы из-за навязчивости мебельщика. Из чувства справедливости к памяти этого человека я могу сказать, что у меня есть резное дубовое кресло Картера, которое я купил в секонд-хенде 50 лет назад. Оно того же качества, что и раньше, и цена была очень умеренной.— 
В дополнение к этой переписке У. Дж. Райланд, который первоначально упомянул Картера в связи с «кроватью-будильником», заявил, что ранее не знал, что «Картер был прототипом „Безумного Шляпника“, но, снова взглянув на рисунок Тенниела, я вижу его как живого. Картер прекрасно знал о том, что он похож на покойного Гладстона, и старался одеваться так же — в сорочку с высоким воротником и чёрный галстук, в которых обычно изображали „великого старца“ в карикатурах в „Панче“».
Сходство Картера с Безумным Шляпником было широко замечено, но объяснение этого сходства явно основано на слухах. На протяжении многих лет легенда о Картере — прототипе Шляпника — переходила из уст в уста, но никаких подтверждений этому не обнаружено ни в дневниках, ни в письмах Кэрролла; нет также подтверждений, что Кэрролл когда-либо приглашал Тенниела в Оксфорд.
По воспоминаниям Стюарта Доджсона Коллингвуда — племянника Кэрролла, который написал биографию своего дяди в 1898 году, — у Кэрролла во время обучения в Оксфорде было место за обеденным столом рядом с каким-то неизвестным человеком, который и стал прототипом Безумного Шляпника. Дерек Хадсон в первом издании написанной им биографии Кэрролла отметил, что ссылка Коллингвуда на этого неизвестного человека, очевидно, подразумевает Картера. В первом издании своей биографии Кэрролла Хадсон утверждал, что Картер был «из Крайст-Черч» и «позже был продавцом мебели на Хай-стрит». Английский писатель Роджер Ланселин Грин не нашёл фамилии Картера в авторитетном издании Alumni Oxonienses, содержащем списки выпускников Оксфорда с 1500 по 1886 годы, пришёл к выводу, что он «мог просто прислуживать» за столом у Кэрролла, и определил Картера как «некогда бывшего слугой в колледже Крайст-Черч, а впоследствии — продавца мебели с магазином на Хай-стрит в Оксфорде». Хадсон для второго издания биографии Кэрролла пересмотрел своё описание в соответствии с позицией Грина, и отметил, что Картер был когда-то слугой в Крайст-Черч, прежде чем стал торговцем мебелью. Однако нет никаких доказательств правоты утверждений Коллингвуда и Грина.
Коллингвуд утверждает, что прототип Безумного Шляпника был всё-таки студентом колледжа Кэрролла, а не официантом. Как пишет Коллингвуд, «в те времена обеденный зал был разделён на маленькие столовые, каждая примерно на шестерых, и у каждого был собственный стол. В столовой мистера Доджсона питались Филипп Пьюзи [сын известного богослова Эдварда Пьюзи], впоследствии преподобный Вудхаус, и, среди прочих, тот, кто живёт в „Алисе в стране чудес“ как „Шляпник“».